# Gustaf III och Bellman
Gustaf III och Bellman är en svensk film från 1908 i regi av Erik Dahlberg.

## Handling
Carl Michael Bellman är på väg förbi Gustaf III:s paviljong på Haga när han lägger märke till tre livligt samspråkande herrar. När Bellman passerat, visar sig en av herrarna vara konungen, som strax tar avsked av de övriga och går in i paviljongen. Till de två kvarvarande sluter sig ytterligare en herre, och dessa tre män börjar stämpla mot konungens liv.  

## Om filmen
Filmen har troligen aldrig visats offentligt. Den spelades in i Hagaparken, Huvudsta gård samt på Gröna Lund i Stockholm och räknas till den mest avancerade spelfilm som spelats in i Sverige vid denna tid. Som förlaga har man en Bellmanspjäs Gustaf III och Bellman av Erik Dahlberg.

## Roller i urval
- Carl Johannesson - Gustaf III
- Adolf Rangstedt - Bellman
- I filmen medverkar andra artister från Stockholms teatrar